# Madonna col Bambino disteso
La Madonna col Bambino disteso è un dipinto a olio su tavola di tiglio (49x37 cm) di Albrecht Dürer, siglato e datato 1512, e conservato nel Kunsthistorisches Museum a Vienna.

## Storia
L'opera si trovava nelle collezioni di Rodolfo II, che forse l'aveva acquistata dagli eredi di Willibald Pirckheimer, il migliore amico dell'artista.

## Descrizione e stile
Su uno sfondo scuro Maria tiene dolcemente tra le braccia il Bambin Gesù, quasi a mostrarlo allo spettatore. L'inquadratura si restringe per sottolineare lo stretto legame umano tra madre e figlio e il senso di intima familiarità. Il colore è elegantemente accordato sull'azzurro e i toni del bianco e del giallo dorato, con l'interesse dell'artista concentrato soprattutto nella dolce resa del volto di Maria e sul corpo in movimento del Bambino, che tiene in mano una piccola pera, frutto che simboleggiava il Peccato originale. Il velo su cui è poggiato il Bambino dopotutto ricorda un sudario, rimandando al ruolo salvifico del suo sacrificio. Un'altra allusione alla Passione è la cicatrice sul ventre del Bambino, che ricorda la ferita di Longino nel costato.